# Idrija
Idrija (Duits en Italiaans: Idria) is een gemeente in de Sloveense regio Goriška en telt 11.990 inwoners (2002).
De naam Idrija is afgeleid van de rivier Idrijca. In Idrija werd vanaf de 15e eeuw kwikzilver gewonnen. Vanwege het geringe rendement werd de mijn in de jaren 1980 gesloten.
In Idrija en omgeving houden de vrouwen zich van oudsher bezig met kantklossen. De kantklosmotieven in Idrija wijken af van die in de beide overige Sloveense plaatsen met een kantklostraditie: Cerkno en Železniki.

## Gemeenteverband

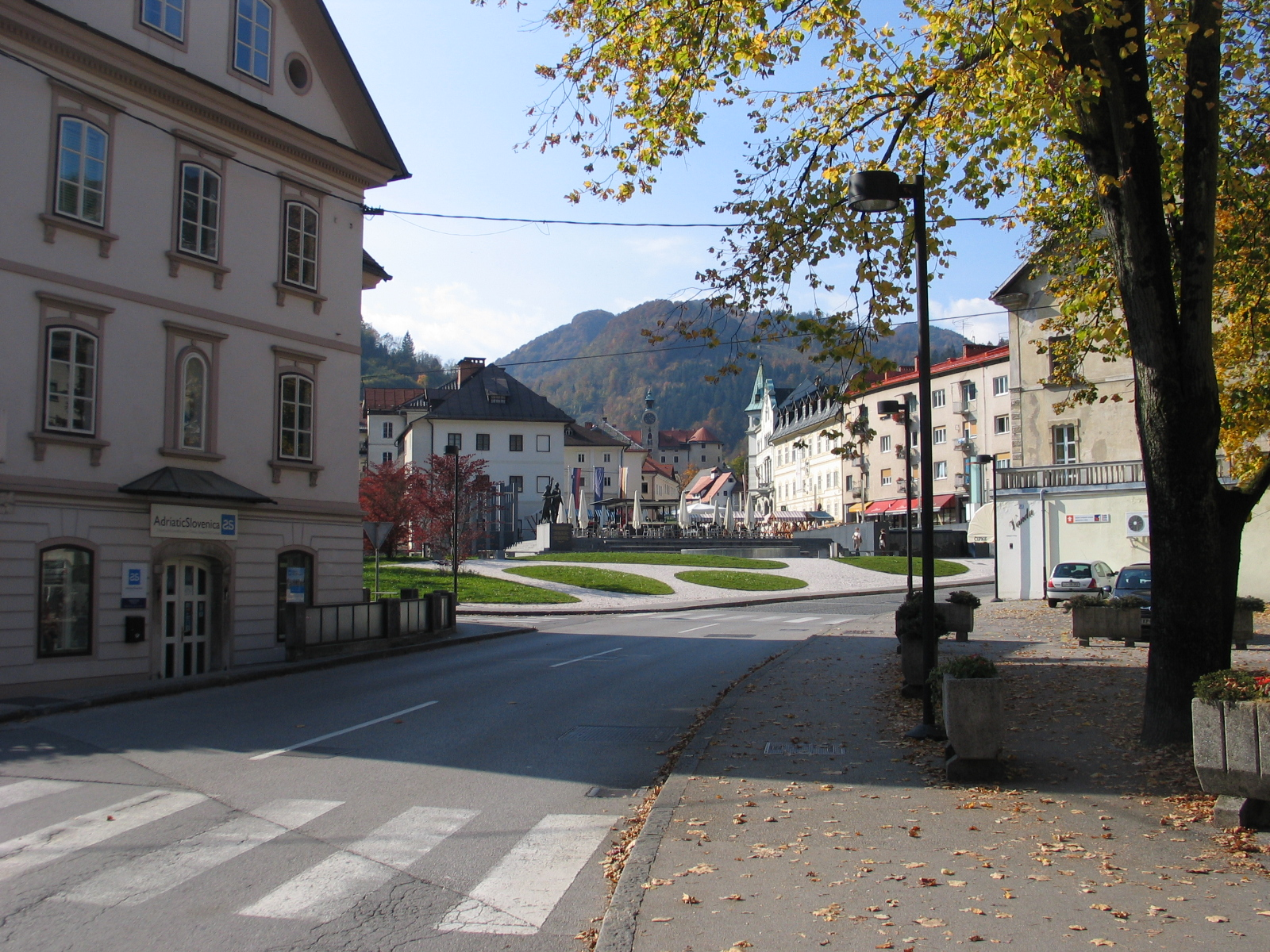
Idrija

- Aumetz

Ajdovščina · Bovec · Brda · Cerkno · Idrija · Kanal ob Soči · Kobarid · Miren-Kostanjevica · Nova Gorica · Renče-Vogrsko · Šempeter-Vrtojba · Tolmin · Vipava
Grotten van Škocjan · Oude en voorhistorische beukenbossen van de Karpaten en andere regio's van Europa · Prehistorische paalwoningen in de Alpen · Erfgoed van kwik. Almadén en Idrija · Werken van Jože Plečnik in Ljubljana
1. ↑  "Prebivalstvo po starosti in spolu, občine, Slovenija, polletno". Statistični urad Republike Slovenije. Geraadpleegd op 18 april 2021.